# 庫什曼-尤寧鎮區 (阿肯色州獨立縣)
庫什曼-尤寧鎮區（英語：Cushman-Union Township）是位於美國阿肯色州獨立縣的一個行政鎮區。

## 地方資料
庫什曼-尤寧鎮區的面積為130.92平方千米，當中陸地面積為130.53平方千米，而水域面積為0.39平方千米。根據2010年美國人口普查的數據，當地共有人口1420人，而人口密度為每平方千米10.85人。